# Mikroregion Rio Claro

Mikroregion Rio Claro

Mikroregion Rio Claro – mikroregion w brazylijskim stanie São Paulo należący do mezoregionu Piracicaba.

## Gminy
- Brotas
- Corumbataí
- Ipeúna
- Itirapina
- Rio Claro
- Torrinha